# ファブリカ・ディ・ローマ
ファブリカ・ディ・ローマ（伊: Fabrica di Roma）は、イタリア共和国ラツィオ州ヴィテルボ県にある、人口約8,200人の基礎自治体（コムーネ）。

## 地理

### 位置・広がり
ヴィテルボ県南東部のコムーネ。県都ヴィテルボから東南東へ18kmの距離にある。

#### 隣接コムーネ
隣接するコムーネは以下の通り。
- カルボニャーノ
- カステル・サンテリーア
- チーヴィタ・カステッラーナ
- コルキアーノ
- ネーピ
- ヴァッレラーノ
- ヴィニャネッロ

### 気候分類・地震分類
ファブリカ・ディ・ローマにおけるイタリアの気候分類 (it) および度日は、zona D, 1946 GGである。
また、イタリアの地震リスク階級 (it) では、zona 3A (sismicità bassa) に分類される。